# HD 129430
HD 129430，又名BD+21 2674，SAO 83474、HR 5483，是一颗恒星，视星等为6.38，位于銀經25.53，銀緯64.15，其B1900.0坐标为赤經14h 37m 20.4s，赤緯+21° 64.15′ 8″。